# Şebnem Korur Fincancı
Şebnem Korur Fincancı (Istanbul, 21 de març de 1959) és una metgessa, professora universitària i activista política turca. Especialitzada en medicina forense, detecció i rehabilitació de la tortura, imparteix classes a la facultat de Medicina de la Universitat d'Istanbul. En el camp de l'activisme forma part de l'Associació d'Experts Forenses, de la Fundació de Drets Humans de Turquia com a membre fundadora i de l'Associació d'Investigació de Dret Criminal.
Completà els seus estudis superiors a l'Institut Kadıköy Maarif i a la facultat de Medicina de la Universitat d'Istanbul, situada a Cerrahpaşa.
Ha format part de l'Associació Mèdica Turca, la Cambra de Medicina d'Istanbul, la Societat de Patologia Turca, la Societat de Ciències Forenses (Regne Unit), l'Acadèmia Internacional de Metges Legals i Metges Socials, l'Acadèmia Nacional de Ciències i el Comitè Nacional d'Educació dels Drets humans. També ha treballat per a l'Associació de Dret Penal Internacional, el Consell Assessor de Drets Humans del Primer Ministre, entre d'altres. A nivell lingüístic té competències en anglès, alemany i grec clàssic. A nivell periodístic, ha estat columnista del diari Evrensel des de 2003.
El 20 de juny de 2016 fou detinguda, juntament amb el representant a Turquia de Reporters Sense Fronteres Erol Önderoğlu i l'escriptor Ahmet Nesin, després de posicionar-se a favor de la campanya de solidaritat d'Ozgur Gundem contra la "propaganda terrorista". Segons el tribunal, "en aquelles dates tres persones van publicar editorials i imatges, quan exercia d'editora-en-cap del periòdic, del PKK/KCK o de propaganda de sub-organismes de l'organització terrorista del PKK, en nom de l'organització que comet un delicte". El 30 de juny de 2016 fou alliberada, juntament amb Erol Önderoğlu.

## Selecció de premis
- Contribució IRCT Bent Sorensen (1997)
- Certificat de contribució a la Ciència internacional de la Universitat d'Istanbul (1999)
- Premi als Drets humans, Pau i Democràcia Sevinç Özgüner de la Cambra de Medicina d'Istanbul (2000)
- Premi a la Pau, Amistat i Democràcia de la Cambra de Medicina de Diyarbakır (2000)
- Premi a la contribució a la Pau transparent, Democràcia i Dret (2000)
- Certificat de persona eminent d'Advocats Internacionals (2000)
- Premi BEKSAV (2001)
- Premi a dona líder (2014)[7]
- Premi Hrant Dink (2014)[8]